# Station Skanderborg
Station Skanderborg is een station in Skanderborg, Denemarken en ligt aan de lijnen Fredericia - Århus en Skanderborg - Skjern. Het stationsgebouw uit 1868 is een ontwerp van de architect N.P.C. Holsøe.